# Facundo Gigena
Facundo Gigena (nacido el 15 de septiembre de 1994) es un jugador de rugby internacional argentino que juega en la posición de pilar del London Irish en la Premiership Rugby de Inglaterra. Recientemente jugó para Leicester Tigers entre 2018 y 2021 cuando jugó 45 partidos. Gigena representó a Argentina tanto en el nivel sub-18 como en el 19 antes de ser seleccionado en los equipos sub-20 que compitieron en el Campeonato Mundial en 2013 y 2014. Hizo su debut internacional sénior en un partido contra Chile en Santiago el 4 de junio de 2016 y marcó su primera aparición con un try en una victoria 87-12 para su equipo. Fue seleccionado por los Pumas en julio de 2021 para sus partidos de prueba internacionales contra Gales y Rumania y jugó contra ambas naciones para Argentina.